# Chyliza tristis
Chyliza tristis är en tvåvingeart som beskrevs av Frey 1955. Chyliza tristis ingår i släktet Chyliza och familjen rotflugor.
Artens utbredningsområde är Myanmar. Inga underarter finns listade i Catalogue of Life.